# دیمین هرست
دیمین هرست (به انگلیسی: Damien Hirst) ‏متولد ۶ ژوئن ۱۹۶۵، یک هنرمند بریتانیایی و معروف‌ترین عضو هنرمندان جوان بریتانیایی است. مشهورترین آثار وی مجموعه‌ای از حیوانات مرده (شامل کوسه، گوسفند و گاو) می‌باشند که درون مادهٔ شیمیایی فرمالدهید نگهداری می‌شوند.

## گران‌قمیت‌ترین اثر هنری معاصر در جهان
مقالهٔ اصلی: به عشق خدا
در سال ۲۰۰۷ دیمین هرست اثری با نام به عشق خدا ساخت که به‌عنوان گران‌قمیت‌ترین اثر متعلق به یک هنرمند زنده شناخته می‌شود و بهای آن پنجاه میلیون پوند برآورد شده‌است. به عشق خدا قالبی پلاتینی از جمجمهٔ یک انسان قرن هجدهمی است که با هشت هزار و ششصد و یک قطعه الماس، به ارزش تقریبی چهارده میلیون پوند، به‌طور کامل پوشانده شده‌است.
در سال ۲۰۰۹ میلادی و با اوج‌گیری بحران مالی در جهان، قیمت آثار جِف کونز و دامین هرست در مراکز خرید و فروش آثار هنری، دچار افت ۵۰ درصدی قیمت شدند.

## انتقادها
چارلز تامسون در سال ۲۰۰۳ در نگارخانهٔ استاکیسم بین‌الملل کوسه‌ای را با نام یک کوسهٔ مرده هنر نیست به نمایش گذاشت که دو سال پیش از کوسهٔ دیمین هرست در مغازه لوازم الکتریکی اِدی ساندِرس به نمایش عموم گذاشته شده بود. چارلز تامسون می‌پرسد:
اگر کوسهٔ هرست هنر بزرگی محسوب می‌شود، چطور کوسهٔ اِدی که دو سال پیش از آن به نمایش گذاشته شده بود هنر نیست؟ آیا ما اینجا یک هنرمند نابغه کشف نشده داریم که برای اولین بار این کار را کرده‌است، یا این که یک کوسهٔ مرده اصلاً هنر نیست؟

## زندگی خصوصی
دیمین هرست صاحب سه فرزند پسر از دوست‌دختر سابق خود به نام مایا نورمن است. مایا نورمن پس از ۱۹ سال زندگی مشترک، به رابطه دوستی‌اش با دیمین هرست پایان‌داد و یک رابطه جدید را با یک افسر ارتش بریتانیا آغاز کرد.

## کودکی و نوجوانی
مادر هرست او را تحت تعالیم مذهب کاتولیک بزرگ کرد و از همه جهات بسیار بر او سختگیری می‌کرد، اما درعین حال، علاقه وی به هنر و نقاشی و طراحی را نیز مورد تشویق قرار می‌داد. هرست در سال ۱۹۸۴ به لندن نقل مکان کرد و در سال ۱۹۸۶ موفق شد تا به کالج گولداسمیت وارد شود و تا سال ۱۹۸۹ در آنجا مشغول به تحصیل در رشته‌های هنرهای زیبا بود. او همزمان تا تحصیل در دانشگاه، دست به تجربه‌هایی در زمینه چیدمان، مجسمه‌سازی، نقاشی و طراحی زد تا روابط پیچیده بین هنر و مرگ و زندگی را کاوش کند وی می‌گوید: " هنر درمورد زندگیست و نمی‌تواند در مورد چیز دیگری باشد…" (هرست، ۲۰۰۵، ۲۰–۲۱)
علاقه هرست به کاوش کردن مقوله «غیرقابل قبول» مرگ در سنین نوجوانی آغاز شد. وی از شانزده سالگی هنگامی که در لیدز زندگی می‌کرد، مرتباً از بخش آناتومی دانشکده پزشکی لیدز بازدید می‌کرد تا اجساد را به عنوان مدل زنده مورد بررسی قرار دهد و از آنها طراحی کند. این تجارب، ضمن ایجاد شناخت عمیقی در او از بدن و کالبد انسان، باعث شد که وی بتواند درک جدیدی از مفهوم ناگزیر مرگ در زندگی به دست آورد که تأثیر برجسته ای بر همهٔ کارهای او به عنوان هنرمند داشته‌است. «ایده مرگ و فناپذیری، می‌تواند انسان‌ها را بترساند یا به آنها قدرت بدهد». (هرست، ۲۰۱۱)
در طی سال دوم تحصیل خود در گولداسمیت، هرست تصدی نمایشگاه انجماد را عهده‌دار شد. این نمایشگاه گروهی در ۳ مرحله برگزار شد و شامل آثاری از دانشجویان و هم دوره‌های هرست در گولداسمیت بود. گفته می‌شود که این نمایشگاه نقطه پرتابی نه تنها برای هرست، بلکه برای نسل جدید و جوانتر هنرمندان مجسمه‌ساز بریتانیایی بود که بعدها به گروه هنرمندان جوان بریتانیایی شناخته شدند. در آخرین مرحله این نمایشگاه، هرست دو سری از نقاشی‌های خود از نقاط رنگی را به نمایش گذاشت که از قوی‌ترین و شناخته شده‌ترین مجموعه آثارش هستند. دی این نقاشی‌ها را " به دام انداختن شادی رنگ‌ها " توصیف کرد و گفت که این آثار هرگونه مشکلی که لو با رنگ داشته را برایش حل کرده‌اند.
هرست در سال ۱۹۹۱ کار بر روی مجموعه تاریخ طبیعی خود را آغاز کرد که مشهورترین مجموعه از آثار اوست. در همان سال اولین اثر از این مجموعه، محال بودن فیزیکی مرگ در ذهن زندگان را در نمایشگاه گروهی هنرمندان جوان بریتانیایی در گالری ساچی به نمایش گذاشت که شامل یک کوسه ۴٫۳ متری در محفظه شیشه ای پرشده با فرمال دهید است. این اثر که به یکی از نمادین‌ترین آثار هنر مدرن و فرهنگ عامه بریتانیا در دهه نود میلادی تبدیل شده‌است، نمونه مشخصی از علاقه هرست به نمایش دادن جزئیات است.
هرست از سال ۱۹۸۷ تا به حال ۸۰ نمایشگاه انفرادی و ۲۵۰ نمایشگاه گروهی در سراسر جهان داشته‌است. آثار فراوانی از مجموعه‌های مختلف کاری او هر ساله در حراج‌های معتبر با قیمت‌های زیاد به فروش می‌روند و هرست جز یکی از مشهورترین و ثروتمندترین هنرمندان معاصر جهان به‌شمار می‌آید.